# Недзьведзьке (Підляське воєводство)
Недзьведзьке (пол. Niedźwiedzkie) — село в Польщі, у гміні Щучин Ґраєвського повіту Підляського воєводства.
Населення — 72 особи (2011).
У 1975-1998 роках село належало до Ломжинського воєводства.

## Демографія
Демографічна структура станом на 31 березня 2011 року:
|          | Загалом | Допрацездатний вік | Працездатний вік | Постпрацездатний вік |
| -------- | ------- | ------------------ | ---------------- | -------------------- |
| Чоловіки | 40      | 10                 | 26               | 4                    |
| Жінки    | 32      | 7                  | 16               | 9                    |
| Разом    | 72      | 17                 | 42               | 13                   |